# José Antonio Montero
José Antonio Montero Botanch, nacido en Barcelona el 3 de enero de 1965, es un jugador de baloncesto español retirado. Destacó como base de gran talento en el Joventut de Badalona, F. C. Barcelona y en la Selección de baloncesto de España. 

## Biografía
Nacido en Barcelona, con un mes se trasladó a Marbella por motivos familiares, a los 2 se trasladó a Madrid, y con 16 regresó a Cataluña. Formado en las canteras de Estudiantes de Madrid y del Joventut de Badalona, destacó debutando con 16 años en el primer equipo del Joventut en la Liga ACB. Con una altura de 1,93 metros, fue el primer base alto del baloncesto español. Dotado de un gran talento, un excelente tiro exterior y una muy buena defensa. A este respecto cabe destacar que en 1996 estableció el récord histórico de recuperaciones de la Liga ACB, con 750 recuperaciones.
En el Joventut de Badalona jugó nueve temporadas, entre 1981 y 1990, en los que contribuyó a forjar uno de los mejores equipos de la historia del club badalonés. Junto a compañeros como Josep María Margall o Rafael Jofresa situó al Joventut en los lugares más altos del baloncesto español y europeo. En su etapa verdinegra el Joventut ganó una Copa Korac (28 puntos en el partido final), 2 Copas Príncipe de Asturias, y fue subcampeón de la Recopa de Europa y de la Liga ACB en varias ocasiones.
En 1990 acabó contrato con el Joventut y recibió ofertas de diferentes equipos: fichó por el F. C. Barcelona. En el FC Barcelona jugó siete años, junto a jugadores como Epi, Audie Norris o Nacho Solozábal vivió el período más fructífero de su carrera a nivel de títulos: ganó tres ligas ACB y dos Copas del Rey. Disputó cuatro veces la final a 4 de la Copa de Europa.
El jugador fue el triste protagonista de la final de la Liga Europea de la FIBA 1995-96 celebrada el jueves 11 de abril de 1996 en París entre Panathinaikos y Barça que se saldó con derrota azulgrana (67-66) tras un tapón ilegal de Stojan Vranković a Montero en los últimos segundos del partido que los árbitros del encuentro, Reuben Virovnik y Pascal Dorizon, dieron por válido. La acción se ha convertido en una página inolvidable del baloncesto europeo y, desde luego, en uno de los momentos más tristes de los seguidores barcelonistas.
Al finalizar la temporada 1996-1997 Montero abandonó el F. C. Barcelona y fichó por el CSP Limoges de la Liga Francesa, donde jugó una temporada y fue subcampeón.
El 2 de octubre de 1998 Montero anunció públicamente su retirada como jugador en activo.
Montero fue el segundo jugador de la historia del baloncesto español, tras Fernando Martín, en ser elegido en el Draft de la NBA: por los Atlanta Hawks en quinta ronda del draft de 1987, en la posición 113.
Fue internacional con la selección española en categoría juvenil y júnior, y llegó a disputar 78 partidos con la selección absoluta. También jugó en varias ocasiones en la Selección Europea. Fue Olímpico en Seúl '88.

## Equipos
- 1981-1990 Joventut Badalona
- 1990-1997 F. C. Barcelona
- 1997-1998 Limoges CSP

## Títulos
- Internacionales:

- 1 Copa Korac: 1990, con el Joventut de Badalona.

- Nacionales:

- 3 Liga ACB: 1995, 1996, 1997, con el F. C. Barcelona.
- 2 Copa del Rey de Baloncesto: 1991 y 1994, F. C. Barcelona.
- 2 Copa Príncipe de Asturias: 1986-1987 y 1988-1989, con el Joventut de Badalona.